# 韩逸生
韩逸生（1923年—），山东莱州市程郭乡大武官前村人。中华人民共和国政治人物。

## 生平
1944年1月加入中国共产党。1945年5月参加工作，历任掖县崮山青年干事、青救会长、民政助理。中华人民共和国成立后，先后任掖县朱桥镇副镇长、城关镇党委书记，掖县县委组织部副部长、部长，县委副书记兼沙河镇工委书记。1960年3月调中共莱阳县委副书记。1963年4月至1967年1月，任莱阳县县长、县委副书记兼县人委党组书记。文化大革命期间，任莱阳县革命委员会生产指挥部副主任、生产指挥部党的核心领导小组副组长、县委副书记、农办主任。1976年8月，调到烟台行署，任农办副主任兼林业局长。1985年1月离休。